# Австралійці
Австралійці — нація, основне населення Австралії. Понад 22,5 млн осіб (2008). Говорять на австралійському діалекті англійської мови. За релігією австралійці — християни (англікани, католики, пресвітеріани, методисти, баптисти і т. д.). Австралійці — майже виключно нащадки переселенців з Англії, Шотландії та Ірландії.
Заселення Австралії вихідцями з Британських островів почалося у 1788 році, коли на східному березі Австралії була висаджена перша партія засланців і засновано перше англійське поселення Порт-Джексон (майбутній Сідней). Добровільна імміграція з Англії набула значних розмірів лише у 20-х роках XIX століття, коли в Австралії стало швидко розвиватися вівчарство. Після відкриття в Австралії золота сюди з Англії та з інших країн прибула маса іммігрантів. За 10 років (1851–1861) населення Австралії збільшилося майже втричі, перевищивши 1 млн чоловік. Пізніше до складу австралійців увійшли й емігранти з інших європейських країн, в тому числі й українці. В останні десятиріччя у зв'язку зі зміною в імміграційному законодавстві імміграція майже виключно азійська і відповідні діаспори вже складають значний відсоток населення. Відповідно поступово вихідці та їх нащадки з Китаю, В'єтнаму, Індонезії та інших азійських та перш за все південно-азійських країн змішуються з місцевим населенням.
Культура австралійців склалася на основі культури переселенців з Британських островів. У другій половині XIX століття в Австралії поступово починала розвиватися власна промисловість. У 1900 році австралійські колонії об'єдналися у федерацію. Консолідація австралійців у політичну націю прискорилася у перші десятиліття XX століття, коли остаточно зміцніла загальнонаціональна економіка Австралії.

## Виноски
1. ↑  Population clock. Australian Bureau of Statistics. Архів оригіналу за 31 травня 2012. Процитовано 2 січня 2009.